# Gélose Columbia
Pour les articles homonymes, voir Columbia.

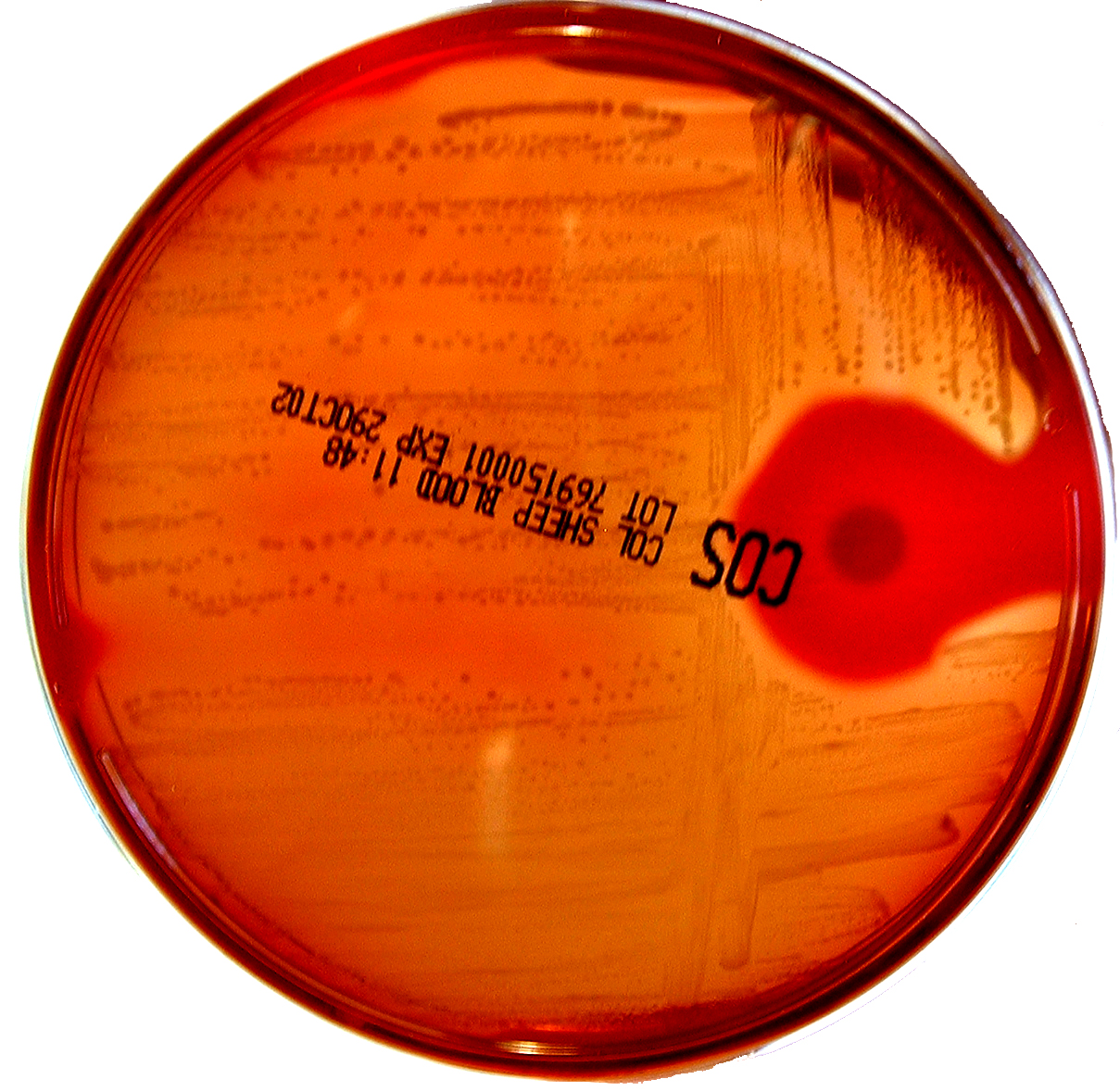
S. pyogenes sur Columbia au sang.

La gélose Columbia est un milieu très nutritif pour la culture de germes exigeants, comme les streptocoques ou pneumocoques.

## Usage
Milieu d'isolement, base de gélose au sang.

## Composition
- Polypeptones : 17,0 g/L
- Peptone pancréatique de cœur : 3,0 g/L
- Amidon de maïs : 1,0 g/L
- Chlorure de sodium : 5,0 g/L
- Extrait de levure : 3,0 g/L
- Agar : 13,5 g/L
- pH = 7,3 +/- 0,2

## Préparation
42,5 g par litre. Stérilisation classique.

## Lecture
Gélose relativement riche. Elle peut être additionnée de nombreux suppléments pour la rendre sélective de groupes bactériennes.